# Чемпионат мира по шорт-треку среди команд 1995
Чемпионат мира по шорт-треку среди команд 1995 года проходил 24 — 26 марта в Зутермере (Нидерланды).

## Система состязаний
Для участия в чемпионате автоматически квалифицировались первые восемь стран по итогам кубка мира. По 4 конькобежца от каждой страны участвовало в гонках на 500 м и на 1000 м, по 2 конькобежца — в гонке на 3000 м, плюс проходило первенство в эстафете (на 3000 м для женщин, на 5000 м — для мужчин).

## Участники чемпионата

### Мужчины
| Место | Участники        | Очки |
| ----- | ---------------- | ---- |
| 1     | Канада           | 59   |
| 2     | Республика Корея | 54   |
| 3     | США              | 40   |

### Женщины
| Место | Участники        | Очки |
| ----- | ---------------- | ---- |
| 1     | Республика Корея | 61   |
| 2     | Китай            | 46   |
| 3     | Канада           | 34   |

## Призёры чемпионата

### Мужчины
| Дисциплина | Золото                                                                    | Серебро                                                 | Бронза                                                        |
| ---------- | ------------------------------------------------------------------------- | ------------------------------------------------------- | ------------------------------------------------------------- |
| Команды    | Марк Ганьон Фредерик Блэкберн Деррик Кэмпбелл Сильвен Ганьон Брайс Холбех | Сон Джэ Кун Ли Джун Хо Чхэ Джи Хун Парк Сэ Ву Ли Сун Ук | Джон Койл Эрик Флайм Джон Пол Шиллинг Эндрю Гейбл Чарльз Кинг |

### Женщины
| Дисциплина | Золото                                              | Серебро                                                                | Бронза                                                              |
| ---------- | --------------------------------------------------- | ---------------------------------------------------------------------- | ------------------------------------------------------------------- |
| Команды    | Ким Со Хи Ким Юн Ми Чон Ли Гён Вон Хе Гён Ан Сан Ми | Китай · Ван Чуньлу · Ян Ян (S) · Чжан Яньмэй · Чжан Дунсян · Ян Ян (А) | Таня Висент Энни Перро Изабель Шаре Кристин Будриас Шанталь Севиньи |